# 달라 (코덱)
달라(Daala)는 주로 모질라 코퍼레이션의 지원을 받아 티모시 B. 테리베리가 주도하는 Xiph.Org 재단이 개발 중인 비디오 코딩 포맷이다. 테오라와 오푸스처럼 달라는 로열티가 없으며 달라의 참조 구현체는 자유-오픈 소스 소프트웨어로 개발되고 있다. 이 이름은 스타워즈 유니버스의 가공 인물 나타시 달라에서 기원한다.
참조 구현은 C 언어로 개발되어 출판되어 있으며 소스 코드는 BSD 허가서를 통한 자유 소프트웨어 성격을 띈다. 달라를 위해 개발되고 달라에 사용하기 위한 소프트웨어 특허를 신청한 상태이다. 해당 특허는 누구나 어떠한 목적으로든 자유롭게 라이선스가 가능하다. 다만 특허 보유자가 특허 침해에 대항하여 사용권을 보유하고 있다.
2013년 6월 20일부터 Xiph.Org 재단을 통해 이루어지고 있다. 달라 프로젝트는 IETF의 NETVC 프로젝트의 협업 프로젝트들 가운데 하나이다.

## 같이 보기
- WebM
- AV1